# Project Engage
Project Engage est un projet multimédia japonais créé par Aniplex. Une série télévisée animée produite par A-1 Pictures et écrite par Fumiaki Maruto avec des dessins de personnages de Tsunako intitulée Engage Kiss est diffusée de juillet à septembre 2022. Un jeu mobile développé par Square Enix intitulé Engage Kill est annoncé.

## Synopsis
Bayron City est une île artificielle située dans l'océan Pacifique près du Japon, dont l'économie repose sur l'extraction de l'orgonium, une nouvelle source d'énergie. Mais l'activité est troublée par l'apparition mystérieuse de démons. Pour dissimuler leur existence au public et préserver le calme, le gouvernement autonome de la ville engage des sociétés militaires privées qui combattent et neutralisent les monstres.

## Personnages

### Engage Kiss
Shû Ogata (緒方 シュウ, Ogata Shū)
Voix japonaise : Soma Saito
Kisara (キサラ)
Voix japonaise : Saya Aizawa
Ayano Yugiri (夕桐 アヤノ, Yugiri Ayano)
Voix japonaise : Lynn
Sharon Holygrail (シャロン・ホーリーグレイル, Sharon Hōrīgureiru)
Voix japonaise : Rumi Ōkubo (en)

### Engage Kill
Chloe Tan (クロエ･タン, Kuroe Tan)
Voix japonaise : Arisa Kōri
Shiho Takenouchi (竹ノ内 志保, Takenouchi Shiho)
Voix japonaise : Minami Tsuda
Aoi Kotobuki (寿 葵, Kotobuki Aoi)
Voix japonaise : Yukiyo Fujii
Emilio Romero Álvarez (エミリオ・ロメロ・アルバレス, Emirio Romero Arubaresu)
Voix japonaise : Toshiki Masuda
Nöel (ノエル, Noeru)
Voix japonaise : Emiri Iwai
Humpty (ハンプティ, Hanputi)
Voix japonaise : Seino Ibuki

## Médias

### Animé
L'anime a d'abord été étiqueté « Project Engage », qui mentionnait Fumiaki Maruto (auteur de Saekano) et Tsunako (illustrateur de Date A Live) comme personnel principal. Les détails ont ensuite été annoncés sur le stand Aniplex lors de l'événement AnimeJapan 2022. La série, intitulée Engage Kiss, est produite par A-1 Pictures et réalisée par Tomoya Tanaka, avec Shunsaku Yano charg" du décor mondial, Shinpei Wada adaptant les dessins de démons de Megumi Katagiri pour l'animation et Yoshiaki Fujisawa composant la musique. Il est présenté en première le 3 juillet 2022 sur Tokyo MX et d'autres chaînes. La chanson thème d'ouverture, "Everyone, Scramble" (誰彼スクランブル, Dare-kare Sukuranburu), est interprétée par Halca. La chanson de fin est Renai-Nō (恋愛脳), interprétée par Akari Nanawo.
| No | Titre français                 | Titre japonais         | Titre japonais                   | Date de 1re diffusion |
| No | Titre français                 | Kanji                  | Rōmaji                           | Date de 1re diffusion |
| -- | ------------------------------ | ---------------------- | -------------------------------- | --------------------- |
| 1  | Le déchet et la démone         | クズと悪魔と男と女     | Kuzu to akuma to otome           | 3 juillet 2022        |
| 2  | L'île baignant dans l'avidité  | 欲望に浮かぶ島         | Yokubō ni ukabu shima            | 10 juillet 2022       |
| 3  | Une récompense un peu cruelle  | ほんの僅かな酷い代償   | Honno wazukana hidoi daishō      | 17 juillet 2022       |
| 4  | Des regrets imprenables        | 奪い切れない未練       | Ubai kirenai miren               | 24 juillet 2022       |
| 5  | Des séquelles éphémères        | うたかたの爪痕         | Utakata no tsumeato              | 31 juillet 2022       |
| 6  | L'autre exorciste              | 悪魔殺しの第三者       | Akuma-goroshi no daisansha       | 7 août 2022           |
| 7  | Peu importe, ça m'est égal     | だけどいい、それでいい | Dakedo ī, sorede ī               | 14 août 2022          |
| 8  | Une vérité indésirable         | 望んでなかった真実     | Nozon denakatta shinjitsu        | 21 août 2022          |
| 9  | Des larmes incomprises         | 流す涙の意味を知らずに | Nagasu namida no imi o shirazuni | 28 août 2022          |
| 10 | Le pire tant attendu           | 待ち望んだ最悪         | Machinozonda saiaku              | 4 septembre 2022      |
| 11 | Un mensonge tendrement stupide | 優しく愚かな嘘         | Yasashiku orokana uso            | 11 septembre 2022     |
| 12 | Crois en lui                   | 彼を信じて             | Kare o shinjite                  | 18 septembre 2022     |
| 13 | Une fin sans conclusion        | 未解決で大団円         | Mikaiketsu dedaidanen            | 25 septembre 2022     |

### Manga
Une adaptation de l'animé en manga, dessinée par Itachi, a débuté le 2 juillet 2022 sur la plateforme Manga UP! de Square Enix.

### Jeu vidéo
Un jeu mobile développé par Square Enix intitulé Engage Kill est annoncé le 24 avril 2022. La campagne de pré-inscription est ouverte le 2 juillet 2022.
Le jeu mettra en scène les membres de Rising Sun, une des compagnies militaires intervenant sur l'île de Bayron City, qui ont fait un caméo dans le dernier épisode de l'animé. De la même manière, plusieurs personnages de l'animé devraient faire leur apparition dans le jeu.
L'animation d'ouverture du jeu, dévoilée le 26 septembre 2022, est produite par A-1 Pictures, déjà responsable de l'animé. La chanson thème y est interprétée par les voix de Kisara et Chloe.
Les services du jeu étaient terminés le 21 mars 2024.